# Monochamus saltuarius
Monochamus saltuarius es una especie de escarabajo longicornio del género Monochamus, familia Cerambycidae. Fue descrita científicamente por Gebler en 1830.
Esta especie se encuentra en varios países de Europa. También en Mongolia, Corea, Japón y China.
Mide entre 11 a 19 mm (0,43 a 0,75 pulgadas).